# Емерсон (Џорџија)
Емерсон (Џорџија) (енгл. Emerson) град је у америчкој савезној држави Џорџија. По попису становништва из 2010. у њему је живело 1.470 становника.

## Демографија
Према попису становништва из 2010. у граду је живело 1.470 становника, што је 378 (34,6%) становника више него 2000. године.
| Група             | 2000.       | 2010.         |
| Белци             | 862 (78,9%) | 1.135 (77,2%) |
| Афроамериканци    | 186 (17,0%) | 124 (8,4%)    |
| Азијати           | 3 (0,3%)    | 9 (0,6%)      |
| Хиспаноамериканци | 26 (2,4%)   | 178 (12,1%)   |
| Укупно            | 1.092       | 1.470         |